# Hutchison-Nunatak
Der Hutchison-Nunatak ist ein Nunatak im ostantarktischen Mac-Robertson-Land. In den Prince Charles Mountains ragt er 1,6 km östlich des Mount Thomas auf.
Luftaufnahmen der Australian National Antarctic Research Expeditions aus dem Jahr 1960 dienten seiner Kartierung. Das Antarctic Names Committee of Australia benannte ihn nach Christopher R. Hutchison, Geodät bei der Vermessung der Prince Charles Mountains im Jahr 1970.